# Federal (Entre Ríos)
Federal is een plaats in het Argentijnse bestuurlijke gebied Federal in de provincie  Entre Ríos. De plaats telt 16.333 inwoners.